# Incendio de Manisa
El incendio de Manisa (en turco: Manisa yangını) se refiere a la quema de la ciudad turca de Manisa. Comenzó en la noche del martes 5 de septiembre de 1922 y continuó hasta el 8 de septiembre. Fue iniciado y organizado por las tropas griegas en retirada, durante la guerra greco-turca (1919-1922). Como resultado, el 90 % de los edificios de la ciudad fueron destruidos (más de 10 000 edificios). El número de víctimas en la ciudad y la región adyacente fue estimado en varios millares por el cónsul estadounidense James Loder Park. Fuentes turcas afirman que 4355 personas murieron en la ciudad de Manisa. La población de la ciudad antes del suceso se estima que era de aproximadamente 40 000-50 000 habitantes. Los eventos se describen en la literatura turca, por ejemplo por los autores Falih Rıfkı Atay y Ilhan Berk. Se estimó el daño total en más de 50 millones de liras.
Gulfem Kaatçılar İrem fue testigo del fuego cuando era una niña y recuerda:

Después de escapar de la milicia hacia el amanecer, trepamos por un arroyo para escondernos en las colinas. A medida que ascendíamos, la ciudad ardía, éramos iluminados por el resplandor y sentíamos el calor de las llamas. Ardió durante tres días y tres noches. Vi los cristales de las ventanas explotar como bombas. (...) Vacas y caballos muertos, hinchados con sus patas hacia arriba. Viejos árboles derribados, con sus raíces ardiendo como (...). No olvido aquellas cosas. El calor, el hambre, el miedo, el olor. Después de tres días vimos levantarse el polvo en el valle de abajo. Soldados turcos a caballo; pensamos que eran griegos que venían a matarnos en las colinas. Recuerdo tres soldados portando banderas verdes y rojas. La gente besó los cascos de sus caballos, gritando «nuestros salvadores han venido».

## Galería

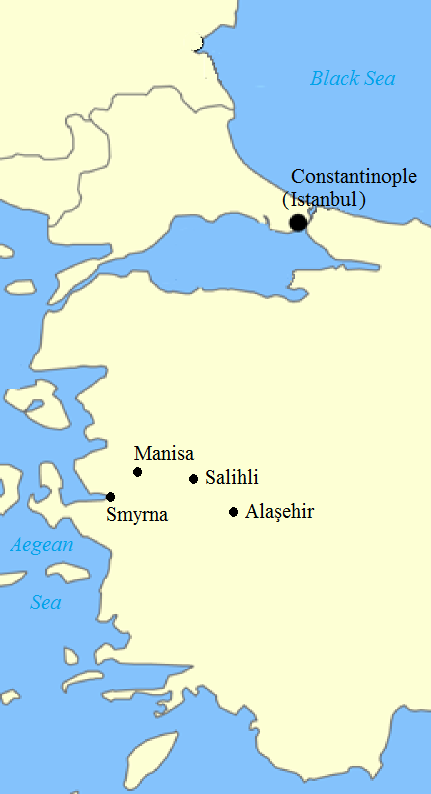
Anatolia occidental.
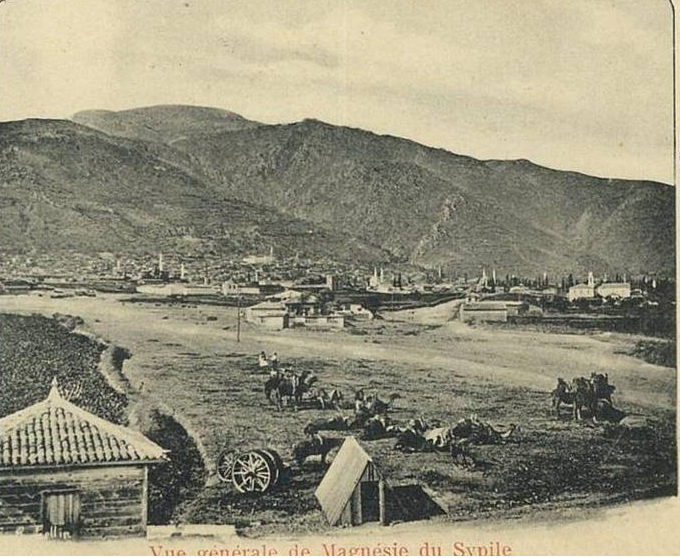
Descripción general antes del incendio.
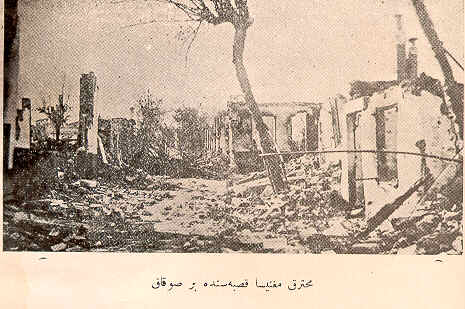
Una imagen de una calle después del incendio.
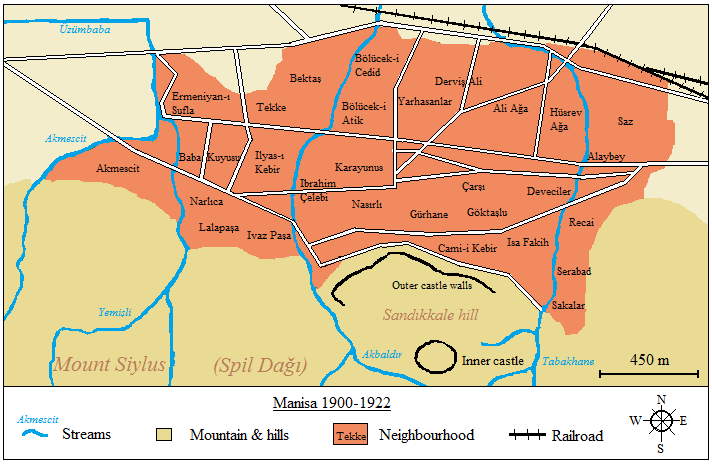
Mapa de la ciudad (antes del incendio).